# وكالة أنباء شينخوا
وكالة أنباء شينخوا (بالصينية: 新华通讯社) هي وكالة الأنباء الصينية الرسميَّة لجمهورية الصين الشعبية. وتُعتبر أكبر هيئة إعلامية في الدولة وواحدة من أكبر الوكالات الاخبارية في العالم،  شينخوا هي مؤسَّسة على مستوى الوزارة تابعة لمجلس الدولة في الصين وهي أعلى هيئة إعلاميَّة حكومية في البلاد إلى جانب صحيفة الشعب اليومية، رئيسها عضو في اللجنة المركزيَّة للحزب الشيوعي الصيني.

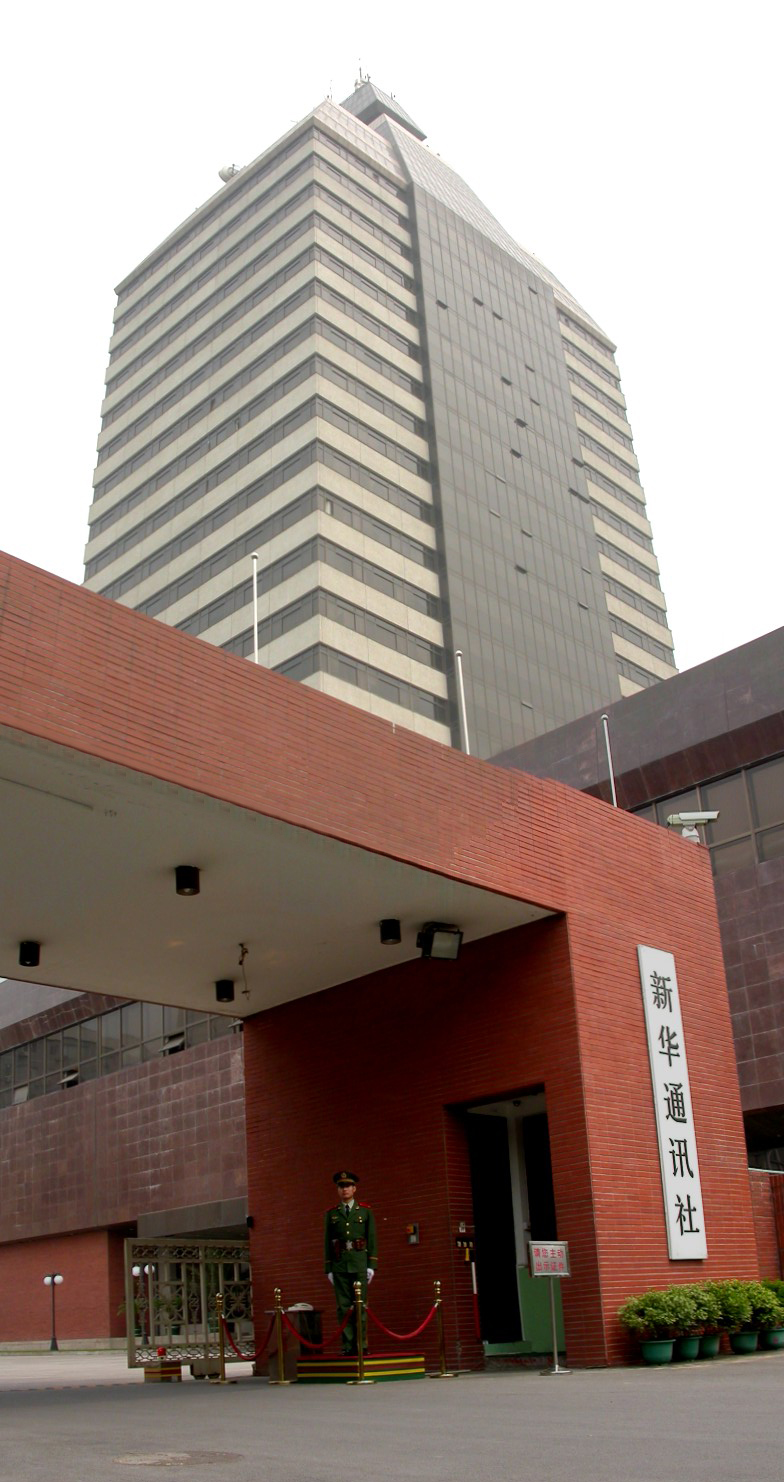
مكتب شينخوا الرئيسي في بكين

التي تضم مقر الحزب الشيوعي الصيني ومجلس الدولة ومكتب الرئيس، يقدم موقع الأنباء خدماته الاعلامية بلغات كثيرة لجميع أنحاءِ العالم، ويُعدُّ الموقع بــ العربية لشبكة شينخوا لمستخدمي الشبكة في العربيَّة شاملا وغني بآخر المُستجدات في الصين والعالم كافة.
تدير شينخوا أكثر من 170 مكتبًا أجنبيًا في جميع أنحاءِ العالم ولديها 31 مكتبًا في الصين - مكتبًا لكل مقاطعة ومنطقة ذاتية الحكم وبلدية تدار مباشرة بِالإضافة إلى مكتب عسكري. شينخوا هي قناة رئيسيَّة لنشر الأخبار المتعلّقة بالحزب الشيوعي الصيني والحُكومة المركزيَّة الصينيَّة ويَقع مقرها الرئيسيّ في بكين في موقع إستراتيجيٍّ بالقرب من مقر الحكومة المركزيَّة في تشونغنانهاي.
واجهت وكالة الأنباء انتقاداتٍ لنشر دعاية وانتقاد أشخاص أو حركات تنتقد الحزب الشيوعي الصيني.
شينخوا هي ناشر ووكالة أنباء - تمتلك أكثر من 20 صحيفة وعشرات المجلات وتنشر بعدة لغات إلى جانب الصينيَّة بما في ذلك الإنجليزيَّة والفرنسيَّة والألمانية والإسبانيَّة والبرتغالية والروسية والعربيَّة واليابانية والكورية، لاحظ العلماء أنَ شينخوا تصمم رسالتها المؤيدة للحزب الشيوعي الصيني معَ الفروق الدقيقة لكل جمهور.

## التاريخ

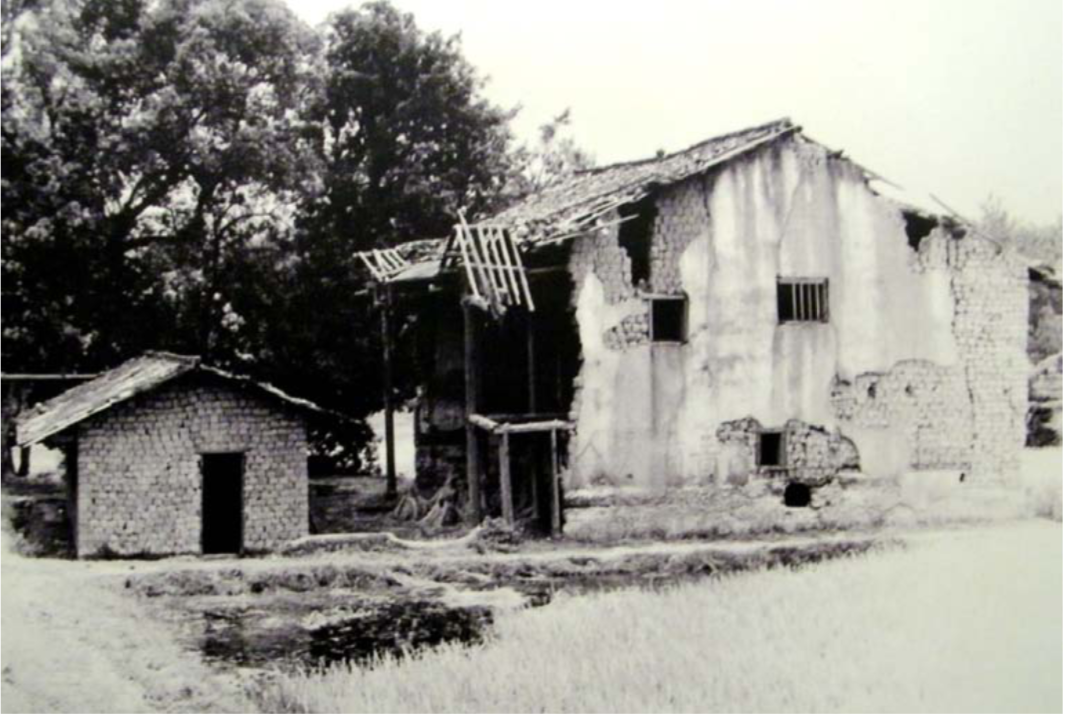
بناء وكالة أنباء الصين الحمراء عام 1937

كانت في البداية تحمل اسم وكالة أنباء الصين الحمراء وبالصينية:(紅色 中華 通訊社؛ Hóngsè Zhōnghuá Tōngxùnshè)، تأسَّست في نوفمبر 1931 باسمِ المنطقة السوفيتية الصينيَّة في رويجين بمقاطعة جيانغشي. ظهرت اصوات تتهمها بنشر أخبار من منافستها وكالة الأنباء المركزيَّة (CNA) لمسؤولي الحزب والجيش في ذلك الوقت. حصلت الوكالة على اسمها الحاليّ شينخوا في نوفمبر 1935م، في نهاية المسيرة الطويلة التي نقلت الشيوعيين من جيانغشي إلى شنشي. معَ اندلاع الحرب الصينية اليابانية الثانية في عام 1937 لم تقم وكالة أنباء شينخوا «المرجعية» فقط بترجمة أخبار وكالة الأنباء المركزيَّة من الكومينتانغ، ولكنَّ أيضًا الأخبار الدوليَّة من وكالات مثل إيتار تاس ووكالة هافاس. بدأت شينخوا بِاستخدام الطباعة بالحروف لأول مرَّة في عام 1940.
خِلال حرب المحيط الهادئ طورت الوكالة قدرات البث الخارجيَّة وأنشأت أول فروعها الخارجية. بدأَ البث إلى الدول الأجنبيَّة باللغة الإنجليزيَّة من عام 1944، وفي عام 1949 اتبعت شينخوا نموذج الاشتراك بدلاً من نموذج التوزيع المحدود السابق. في أعقاب الحرب الأهلية الصينية مباشرة، مثلت الوكالة جمهورية الصين الشعبية في البلدان والأقاليم التي لم يكن لها تمثيل دبلوماسي فيها، مثل هونج كونج البريطانية. في عام 1956 بدأت شينخوا الإبلاغ عن آراء مناهضة للماركسية وآراء أُخرى تنتقد الحزب، وفي عام 1957 تحولت شينخوا من شكل مجلّة إلى تنسيق صحيفة.
ووصف علماء الإعلام الوكالة بأنَّها «عيون ولسان» الحزب، تراقب ما هو مهم للجماهير وتنقُّل المعلومات. وأشار المدير السابق لوكالة أنباء الصين الجديدة (شينخوا)، تشنغ تاو، إلى أنَ الوكالة كانت جسرا بين الحزب والحُكومة والشعب، حيثُ تنقل مطالب الشعب وسياسات الحزب.

## الوصول
تنقل شينخوا أخبارها عبر العالم بثماني لغات: الصينيَّة والإنجليزيَّة والإسبانيَّة والفرنسيَّة والروسية والبرتغالية والعربيَّة واليابانية، بِالإضافة إلى الصور الإخباريَّة وأنواع أُخرى من الأخبار. وقد أبرمت عقودًا لتبادل الأخبار والصور الإخباريَّة معَ أكثر من ثمانين وكالة أنباء أجنبية أو إدارة أنباء سياسية. كما أنَ وكالة شينخوا مسؤولة أيضًا عن التعامل، وفي بعض الحالات، فرض الرقابة على التَّقارير الواردة من وسائل الإعلام الأجنبيَّة الموجَّهة للنشر في الصين، وبحلول عام 2010 كانت الوكالة قد بدأت في تقارب تغطيتها الإخباريَّة والإعلامية الإلكترونيَّة وزيادة تغطيتها باللغة الإنجليزيَّة من خِلال خدماتها البرقية، وفي نفس العام أستحوذت شينخوا على عقارات تجاريَّة في تايمز سكوير بنيويورك وبدأت شبكة إخباريَّة عبر الأقمار الصناعيّة باللغة الإنجليزية.

### المنشورات الداخليَّة
يوفر نظام النشر الداخليّ لوسائل الإعلام الصينية، والذّي يتم فيهِ نشر بعض المجلات حصريًا للمسؤولين الحكوميين والحزبيين، معلومات وتحليلات غير متاحة بشكلٍ عام للجمهور. وتُقدّر الدولة هذه التَّقارير الداخليَّة لأنَّها تحتوي على الكثير من الصحافة الاستقصائية الأكثر حساسية وإثارة للجدل وعالية الجودة في الصين.
تصدر شينخوا تقارير للمجلات «الداخلية»، ولاحظ المراقبون المطلعون أنَ الصحفيين بشكلٍ عام يحبون الكتابة للمطبوعات الداخليَّة لأنهم يستطيعون كتابة قصص أقل إثارة للجدل وأكثر شمولاً دون إغفال التفاصيل غير المرحب بها التي يشيع استِخدامُها في وسائل الإعلام الموجَّهة لعامة الناس. وتتكوَّن التَّقارير الداخليَّة المكتوبة من عدد كبير من البلدان عادةً من تحليلات متعمقة للأوضاع الدوليَّة والمواقف المحليَّة تجاه القضايا الإقليميَّة وتصورات الصين.
يتبع نظام النشر الإعلاميّ الداخليّ للحكومة الصينيَّة نمطًا هرميًا صارمًا مصممًا لتسهيل سيطرة الحزب، حيثُ يقوم موظَّفي شينخوا بتسليم منشور يسمى «أخبار مرجعية» يتضمن مقالات مترجمة من الخارج بِالإضافة إلى الأخبار والتعليقات من قبل مراسلي شينخوا، إلى المسؤولين على مستوى العمل وما فوق، وليس عن طريق نظام البريد الوطني، ويتمّ توزيع تقرير من ثلاث إلى عشر صفحات يسمى المرجع الداخليّ («نيبو كانكاو») على المسؤولين على المستوى الوزاري وما فوق. ومن الأمثلة على ذلك التَّقارير الأولى عن تفشي مرض السارس من قبل شينخوا وَالتي لم يُسمح إلَّا للمسؤولين الحكوميين برؤيتها. ويتمّ إصدار تقارير شينخوا الداخليَّة الأكثر سرية إلى أكثر من عشرة مسئولين حزبيين وحكوميين.

## المقر والقطاعات الإقليميَّة

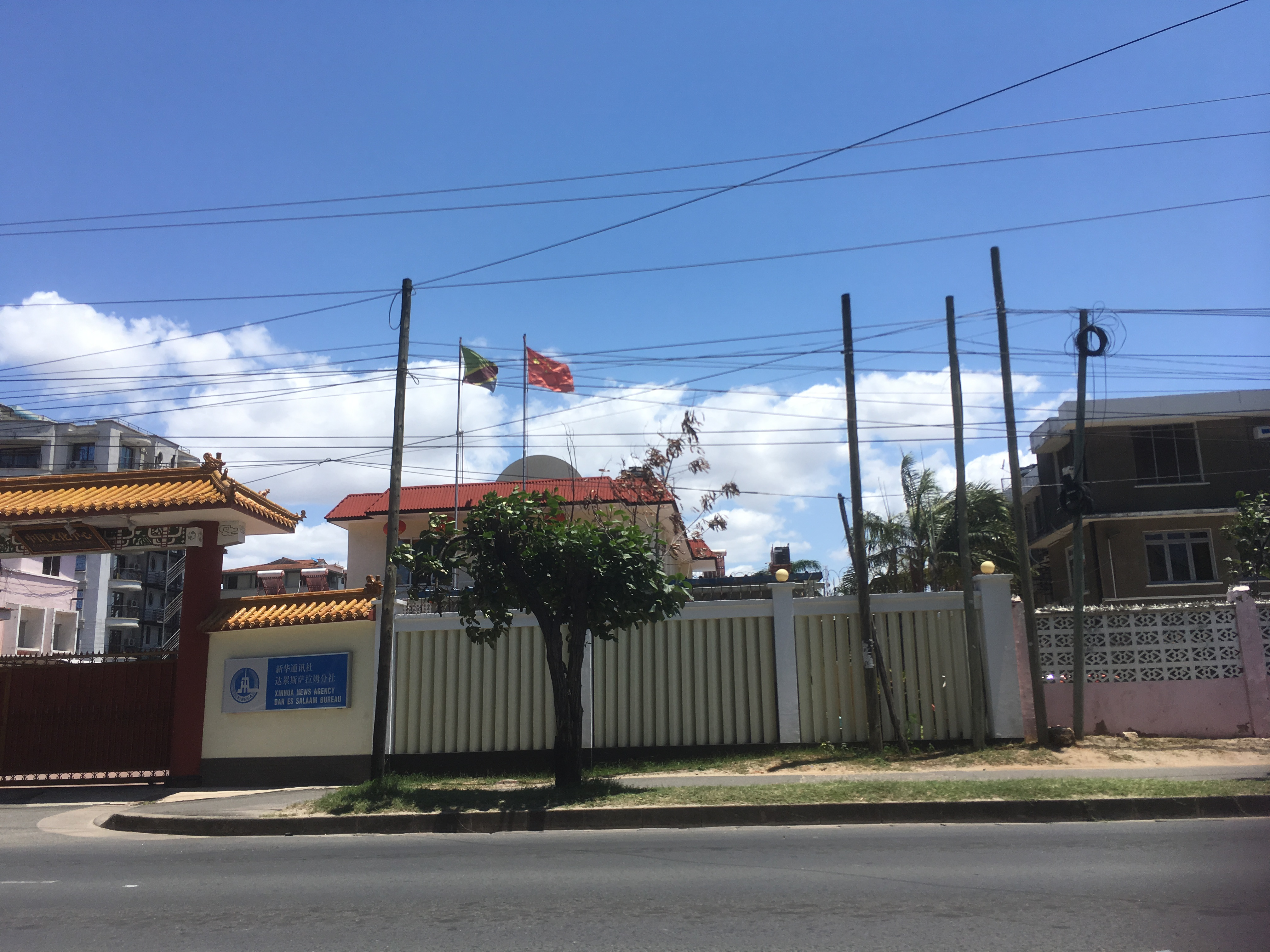
مكتب في دار السلام، تنزانيا.

يقع المقر الرئيسيّ لشينخوا في بكين، في موقع استراتيجيٍّ بالقرب من مدينة تشونغنانهاي، التي تضم مقر الحزب الشيوعي الصيني والأمين العام ومجلس الدولة. أنشأت وكالة أنباء شينخوا أول فرع لها في الخارج عام 1947 في لندن، وكان صامويل شينك ناشرًا لها، توزع الآن أخبارها في آسيا والشرق الأوسط وأمريكا اللاتينيَّة وأفريقيا من خِلال أكثر من 150 شركة تابعة،  ولها مقرَّات إقليمية في هونغ كونغ وموسكو والقاهرة وبروكسل ونيويورك سيتي ومكسيكو سيتي ونيروبي، بِالإضافة إلى مكتب الأمم المتحدة.

### هونج كونج
لم يكن فرع شينخوا في هونغ كونغ مجرد مكتب صحفي، بل كانَ بمثابة سفارة فعلية لجمهوريَّة الصين الشعبية في المنطقة عندما كانت تحت الإدارة البريطانية، وتمَّ تسميتها وكالة أنباء في ظل الظروف التاريخيَّة الخاصّة قبل نقل سيادة الإقليم من بريطانيا إلى الصين، لأنّ جمهورية الصين الشعبية لم تعترف بالسِّيادة البريطانيَّة على المستعمرة، ولم تستطع إنشاء قنصلية على ما تعتبره أراضيها.
على الرغم من وضعها غير الرسميّ كانَ مديرو فرع شينخوا في هونج كونج يُضمُّ دبلوماسيين سابقين رفيعي المستوى مثل تشو نان، السفير السابق لدى الأمم المتحدة ونائب وزير الخارجية، الذي تفاوض لاحقًا على الإعلان الصيني البريطاني المشترك بشأن مستقبل هونج كونج. وكان سلفه شو جياتون أيضًا نائب رئيس لجنة صياغة القانون الأساسي في هونج كونج، قبل أنَ يفر إلى الولايات المتحدة ردًا على الحملة العسكريَّة على احتجاجات ميدان تيانانمين عام 1989 حيثُ ذهب إلى المنفى.
تمَّ تفويضه من قبل حكومة المنطقة الإدارية الخاصة لمواصلة تمثيل الحكومة المركزيَّة بعدَ عام 1997 وأعيدت تسميته «مكتب الاتصال للحكومة الشعبية المركزية في منطقة هونغ كونغ الإداريَّة الخاصة» في 18 يناير 2000 معَ الإبقاء على رئيس الفرع جيانغ إنزهو باسمِ مدير الافتتاح. وعين مجلس الدولة غاو سيرين (高 祀 仁) مديرًا في أغسطس 2002. وبعد إنشاء مكتب الاتصال أُعِيدَ تشكيل وكالة شينخوا كمكتب صحفي«حسن النية».

### القاهرة
افتتحت شينخوا مكتبها الإقليمي للشرق الأوسط في القاهرة عام 1985، وفي نوفمبر 2005 افتتحت وكالة أنباء شينخوا مبنى إداري جديد على طول نهر النيل في حي المعادي بالقاهرة.

### فينتيان
افتتحت شينخوا مكتبًا في فينتيان عاصمة لاوس في عام 2010 وهو المكتب الإخباري الأجنبي الوحيد المسموح لَهُ بالعمل بشكلٍ دائم في البلاد.

## الانتقادات والخلافات

### نظرة عامة

#### التحيز السياسيّ والرقابة والمعلومات المضللة
في عام 2005 أطلق مراسلون بلا حدود على شينخوا اسم «أكبر آلة دعاية في العالم» مشيرين إلى أنَ رئيس شينخوا يشغل رتبة وزير في الحكومة، وذكر التقرير كذلك أنَ وكالة الأنباء كانت «في قلب الرقابة والمعلومات المضللة التي فرضتها الحكومة».
في مقابلة عام 2007 معَ صحيفة تايمز أوف إنديا أكد رئيس شينخوا آنذاك تيان تسونغ مينغ مشكلة «النكسات التاريخيَّة والتصورات الشعبية». وانتقدت مجلة نيوزويك وكالة أنباء الصين الجديدة (شينخوا) ووصفتها بأنَّها «اشتهرت بنقاطها الخفية» فيمَا يتعلق بالأخبار المثيرة للجدل في الصين، على الرغم من أنَ المقال يقر بأنَّ «مغامرات شينخوا تتضاءل عندما لا تشمل الأخبار الصين».
أثناء تفشي السارس عام 2003 كانت شينخوا متأخرة في نشر تقارير عن الحادث للجمهور، ومع ذلك فإنَّ تقاريرها في أعقاب زلزال سيتشوان عام 2008 اعتبرت أكثر شفافية ومصداقية حيثُ عمل صحفيو شينخوا بحرية أكبر. وبعد حريق المركز الثقافي لتلفزيون بكين، وإدراكًا لتقارير شينخوا «المتأخرة» على عكس المدونين، أعلنت الصين عن استثمار 20 مليار يوان في وكالة أنباء شينخوا. وعلق نائب رئيس مجموعة الصين الدوليَّة للنشر التابعة للحزب الشيوعي الصيني على هذا، قائلاً إنَّ كمية التعرض الإعلاميّ لن تساعد بِالضرورة التصورات عن الصين. وبدلاً من ذلك قال يجب على وسائل الإعلام التركيز على التأكيد على الثقافة الصينية «لنقل رسالة مفادها أنَ الصين صديقة وليست عدوًا».
انتقدت شينخوا من جانبها النظرة المتحيزة لوسائل الإعلام الأجنبيَّة والتقارير غير دقيقة، ونقلت عن الحادث خِلال «اضطراباتٍ التبت 2008» عندما أذاعت وسائل الإعلام الغربيَّة مشاهد للشرطة النيبالية أثناء قبضها على المتظاهرين، كدليل على وحشية الدولة الصينيَّة  معَ تعليق من سي إن إن على الصورة «جاك كافرتي يدعو الصينيّين بالحمقى والبلطجية»، ولاحقاً أعتذرت سي إن إن عن التعليقات،  لكنّ ريتشارد سبنسر من «صحيفة صنداي تلغراف» دافعَ عما اعتُرف بأنَّه تغطية إعلاميَّة غربيَّة «متحيزة» لأعمال الشغب، وألقى باللوم على السلطات الصينيَّة لعدم السماح لوسائل الإعلام الأجنبيَّة بالوصول إلى التبت أثناء الصراع.

### أحداث تاريخيَّة

#### مزاعم التجسس الصناعي 1968
خِلال أحداث مايو 1968 في فرنسا، اتُهم موظفو المكتب الصحفي لسفارة الصين باستغلال الاضطرابات المدنيَّة للقيام بالتجسس الصناعي في المصانع الفرنسية.

#### الحركة الطلابية 1989
كافح موظفو شينخوا للعثور على «الخط الصحيح» لاستخدامه في تغطية احتجاجات ميدان تيانانمين عام 1989، على الرغم من أنَّها أكثر حذرًا من «صحيفة الشعب اليومية» في معالجتها للمواضيع الحساسة خِلال تلك الفترة - مثل كيفية إحياء ذكرى وفاة زعيم الحزب الشيوعي الإصلاحي هو ياوبانغ في أبريل 1989، ثمَّ المُظاهرات المستمرّة في بكين وأماكن أُخرى قدمت شينخوا بعض التغطية الإيجابيّة للمتظاهرين والمثقفين داعمة للحركة، واستمر الخلاف بين الصحفيين وكبار المحررين حول الرقابة على الأخبار المتعلّقة بحملة القمع في ميدان تيانانمين لعدة أيام بعدَ تفريق الجيش للمتظاهرين في 4 يونيو، معَ إضراب بعض الصحفيين والتظاهر داخل مقر الوكالة في بكين. زادت الرقابة الحكوميَّة على وسائل الإعلام بعدَ الاحتجاجات وتمَّ استبدال كبار المحررين في مكاتب الوكالة في هونغ كونغ وماكاو بمعينين مؤيدين لبكين.

#### رسائل البريد الإلكترونيّ لبوب ديشرت 2011
في عام 2011 أفادت شبكة سي بي سي عن رسائل إلكترونيَّة مسربة «مغازلة» أرسلها عضو البرلمان الكندي عن حزب المحافظين والسكرتير البرلماني إلى وزير العدل بوب ديشرت، للزواج من مراسلة وكالة شينخوا في تورنتو شي رونغ ممَّا أدَّى إلى تحرش جنسي وادعاءات خرق أمني من أعضاء المعارضة، وأعتذر ديكرت بينما ردت السفارة الصينيَّة في أوتاوا على الأمر بقولها إنها «ليست في وضع يسمح لها بالتعليق على الخِلافات الداخليَّة وخصوصية المتورطين».

#### استقالة مارك بوري ومزاعم التجسس 2012
في عام 2012 استقال مراسل شينخوا في أوتاوا مارك بوري بعدَ أنَ طلب منه رئيس مكتب أوتاوا «تشانغ داتشنغ» حسبما زُعم الإبلاغ عن دالاي لاما لوسائل الإعلام الداخليَّة لشينخوا، الأمر الذي شعر بوري بأنَّه يرقى إلى جمع معلومات استخبارية للصين. ونفى تشانغ هذه المزاعم وقال لوكالة الأنباء الكندية إنَّ سياسة شينخوا هي «تغطية الأحداث العامَّة بالوسائل العامة» وأنَّ وظيفة مكتبه هي تغطية الأحداث الإخباريَّة وتقديم القصص إلى غرف التحرير في شينخوا، وَالتي ستقرر بعدَ ذلك القصص التي سيتم نشرها. وكان بوري الذي يملك تصريح صحفي يتيح لَهُ الوصول إلى البرلمان الكندي قد حاول سابقًا استشارة جهاز الاستخبارات والأمن الكندي (CSIS) في عام 2009 بشأن مسألة الكتابة إلى وكالة أنباء شينخوا، ولكنَّ تمَّ تجاهله من قبل جهاز الاستخبارات.

#### انتحار سونق بن 2014
عُثر على نائب الرئيس ورئيس تحرير فرع مقاطعة آنهوي «سونغ بين» ميتًا في غرفة الأخبار، في الساعة 7 مساءً من يوم 28 أبريل 2014، فيمَا بدى أنَّه انتحار، وكان كاتب التَّقارير الحائزة على جوائز حول القضايا الاجتماعيَّة والاقتصاديَّة يحارب الاكتئاب قبل أنَ ينهي حياته بشنق نفسه.

#### مواجهة دوكلام 2017
خِلال المُواجهة الحُدوديَّة بين الصين والهند عام 2017 أصدر برنامج وسائل الإعلام الجديد «ذا سبارك» التابع لشينخوا باللغة الإنجليزيَّة مقطع فيديو ساخرًا بعنوان «الخطايا السبع للهند» في 16 أغسطس 2017، حيثُ تحدَّث المقدم ديير وانغ عن الهنود الذين لديهم «جلد سميك» و«التظاهر بالنوم» في شأن الخلاف الحدودي. ومضى وانغ في الادِّعاء بأنَّ الهند كانت تهدد بوتان جسديًا، وشبه الهند بـ «لص اقتحمَ منزلًا ولا يغادر». وأثار أحد الممثلَين في الفيديو الذي يصور «الهند» بعمامة ولحية مزاعم بالعنصرية والمشاعر المعادية للهند، وتلقّى الفيديو ردود فعل قويّة على تويتر وكذلك من وسائل الإعلام الهنديَّة والغربية.

#### مزاعم ديفومي 2018
في يناير 2018 نشرت «صحيفة نيويورك تايمز» تقريرًا استقصائيًا عن الترويج على وسائل التواصل الاجتماعي، زعمت فيهِ أنَ شركة ديفومي Devumi التي تتخذ من الولايات المتَّحدة مقراً لها كانت تُقدِّم «متابعي تويتر وتغريدات للمشاهير والشركات وأي شخص يريد الظهور بشكلٍ أكثر شهرة أو ممارسة تأثير على الإنترنت» ويزعمُ المقال أنَ محرر وكالة أنباء (شينخوا) لم يُذكر اسمه كانَ من بين العديد من المشاهير والمنظّمات المتورطة في صفقة معَ ديفومي، حيثُ عززت الشركة حساب وكالة الأنباء على تويتر باللغة الإنجليزيَّة معَ المتابعين وإعادة التغريدات.

#### احتجاجات هونج كونج 2019
في عام 2019 تعرضت شينخوا لانتقادات بسببِ التحيز الملحوظ في تصويرها لاحتجاجات هونغ كونغ 2019-20 على أنَّها عنيفة وغير شرعية، ممَّا دفع تويتر إلى حظرها وغيرها من وسائل الإعلام التي ترعاها الدولة من شراء الإعلانات.

#### الوضع التنظيمي في الولايات المتَّحدة
في عام 2018 وجهت وزارة العدل الأمريكية وكالة أنباء شينخوا للتسجيل كوكيل أجنبي بموجب قانون تسجيل الوكلاء الأجانب في الولايات المتحدة. ومع ذلك لم تسجل شينخوا كوكيل أجنبي. وفي عام 2020 صَنَّفت وزارة الخارجية الأمريكية وكالة أنباء الصين الجديدة (شينخوا) وغيرها من وسائل الإعلام المملوكة للدولة على أنَّها «بعثة أجنبية».

#### التعاون معَ وكالة أسوشيتد برس
في نوفمبر 2018 وقَّعت وكالة أنباء شينخوا ووكالة أسوشيتد برس (AP) الأمريكيَّة مذكرة تفاهم لتوسيع التعاون معَ الخدمة الإخباريَّة الأمريكية، الأمر الذي أثار قلق بعض المشرعين في الكونجرس الأمريكي، وطالبوا أسوشيتد برس بنشر نصَّ «مذكرة التفاهم معَ شينخوا». ورداً على ذلك قالت المتحدِّثة باسمِ أسوشيتد برس لورين إيستون لصحيفة واشنطن بوست إنَّ اتفاق أسوشيتد برس معَ شينخوا هو السماح لها بالعمل داخل الصين وليس لها أي تأثير على استقلال أسوشيتد برس. ولا تستطيع شينخوا الوصول إلى المعلومات الحساسة لأسوشيتد برس ولا تأثير على المُنتجات التحريريَّة لأسوشيتد برس.

#### كوفيد-19
في عام 2020 كانت وكالة أنباء الصين الجديدة (شينخوا) واحدة من عدَّة وكالات إعلاميَّة حكومية صينية يُقال إنها تروج للدعاية والإعلانات المُستهدفة والأخبار التي تظهر الصين بشكلٍ أفضل من خِلال إعلانات فيسبوك وإنستغرام المُستهدفة ومنشورات تويتر.

## وصلات خارجية
- الموقع الرسمي
- الموقع الرسمي